# Расолов Юхим Іванович
Юхим (Єгор) Іванович Расолов (Рассолов) (1892, Російська імперія — липень 1965) — радянський діяч. Член ВУЦВК. Член Центральної контрольної комісії ВКП(б) у 1925—1927 роках. Член Центральної контрольної комісії КП(б)У та кандидат у члени Президії ЦКК КП(б)У з грудня 1925 по листопад 1927 року.

## Життєпис
Працював робітником-слюсарем на Донбасі. 
Член РСДРП(б) з серпня 1917 року.
З 1918 року — учасник громадянської війни в Росії.
На 1924—1927 роки — голова Сталінської окружної контрольної комісії КП(б)У — завідувач Сталінської окружної робітничо-селянської інспекції на Донбасі.
Потім працював в апараті Центрального комітету профспілки робітників вугільної промисловості.
Персональний пенсіонер союзного значення.
Помер на початку липня 1965 року.